# Gina Swainson
Gina Ann Casandra Swainson (ur. 6 czerwca 1958 na Bermudach) – w 1979 roku pojechała na Miss Universe, gdzie została 1. wicemiss. W tym samym roku została wydelegowana na Miss World, gdzie zwyciężyła, pokonując 69 kandydatek.